# FC Yenisey Krasnoyarsk
El FC Yenisey Krasnoyarsk (en ruso: ФК Енисей Красноярск) es un club de fútbol ruso de la ciudad de Krasnoyarsk. Fue fundado en 1937 y juega en la Primera División de Rusia, la segunda división de fútbol profesional de Rusia, por detrás de la Liga Premier de Rusia.

## Historia
El club fue fundado en 1937 como Lokomotiv Krasnoyarsk y pasó una temporada en la clase D del campeonato soviético de fútbol. En 1957 el club fue reintegrado bajo el mismo nombre en la zona del Lejano Oriente de la clase B. En 1968 el Lokomotiv fue renombrado Rassvet Krasnoyarsk y en 1970 Avtomobilist Krasnoyarsk. En 1991, tras el colapso de la Unión Soviética, el club fue nuevamente renombrado y adoptó el nombre de Metallurg Krasnoyarsk. Desde febrero de 2010 el nombre oficial del club es Metallurg-Yenisey (oficialmente el Metallurg fue excluido de la liga y se admitió en su lugar al club independiente Metallurg-Yenisey). En 2011 fue renombrado, simplemente Yenisey.
Ni el Yenisey ni sus antecesores disputaron la Soviet Top Liga o la Liga Premier de Rusia. Su mejor resultado en la Primera Liga Soviética fue un segundo puesto del grupo 7 en la clase B de 1959, mientras que, tras la desintegración de la Unión Soviética, su mejor actuación en la historia de Rusia fue un noveno puesto en la Primera división de 2001. Desde 1991, el club ha descendido en cuatro ocasiones a la Segunda División de Rusia.

## Estadio

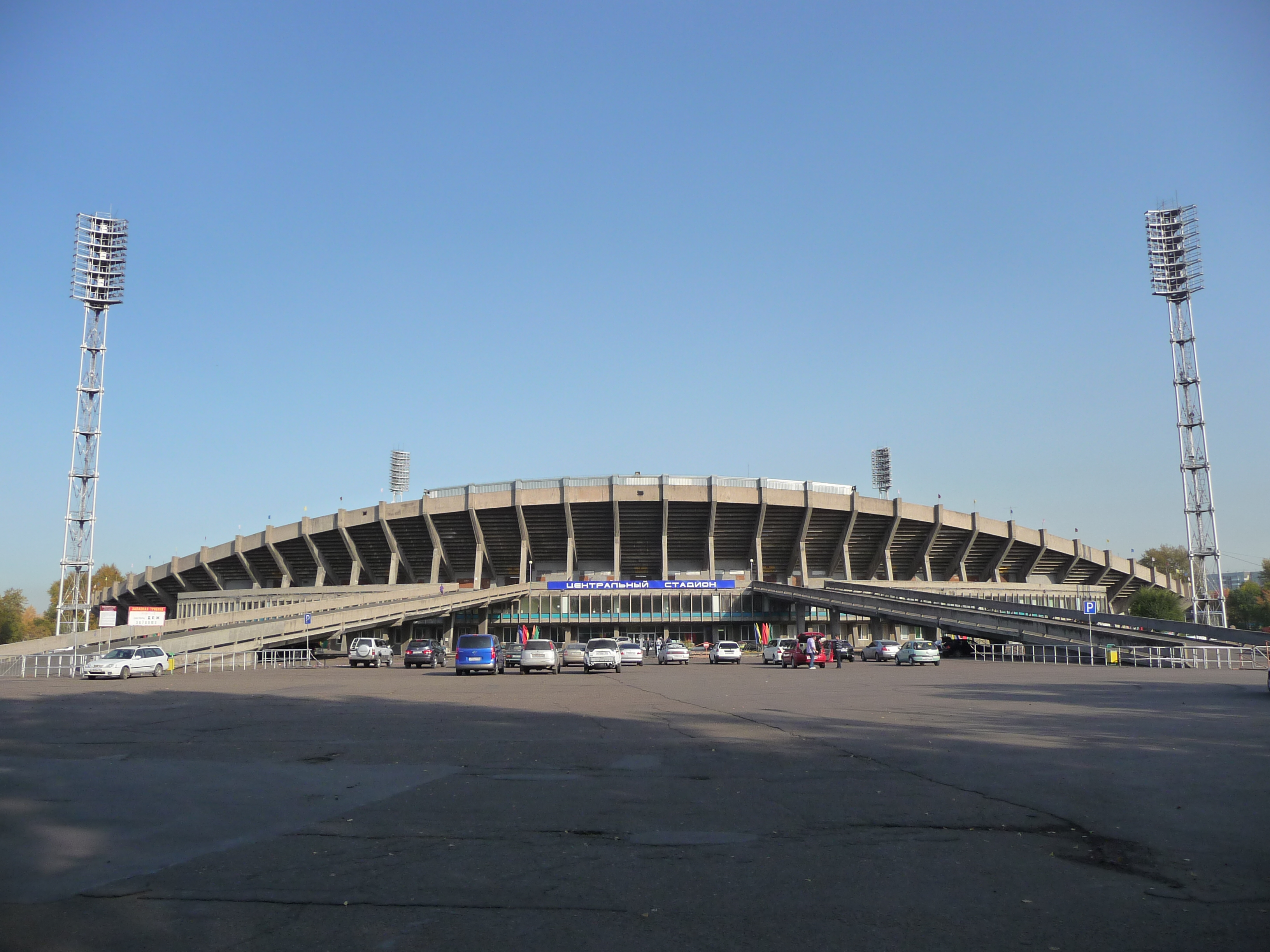
Estadio Central de Krasnoyarsk